# Provincia de Esauira
La provincia de Esauira es una de las provincias de Marruecos, parte de la región de Marrakech-Safí. Tiene una superficie de 6.335 km² y 452.979 habitantes censados en 2004.

## División administrativa
La provincia de Esauira consta de 5 municipios y 52 comunas:

### Municipios
- Ait Daoud
- El Hanchane
- Esauira
- Talmest
- Tamanar

### Comunas
| - Adaghas - Aglif - Aguerd - Aït Aissi Ihahane - Aït Said - Aquermoud - Assaïs - Bizdad - Bouzemmour - Ezzaouite - Had Dra - Ida Ou Aazza - Ida Ou Guelloul | - Ida Ou Kazzou - Imgrade - Imi N'Tlit - Kechoula - Korimate - Lagdadra - Lahsinate - Mejji - Meskala - M'Khalif - Mouarid - Moulay Bouzarqtoune - M'Ramer | - Mzilate - Oulad M'Rabet - Ounagha - Sidi Abdeljalil - Sidi Ahmed Essayeh - Sidi Aissa Regragui - Sidi Ali El Korati - Sidi Boulaalam - Sidi El Jazouli - Sidi Ghaneme - Sidi H'Mad Ou Hamed - Sidi Hmad Ou M'Barek - Sidi Ishaq | - Sidi Kaouki - Sidi Laaroussi - Sidi M'Hamed Ou Marzouq - Smimou - Tafedna - Tafetachte - Tahelouante - Takate - Takoucht - Targante - Tidzi - Timizguida Ouftas - Zaouiat Ben Hmida |